# Gerontion

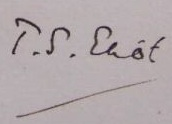
Podpis T.S. Eliota

Gerontion – poemat T.S. Eliota opublikowany po raz pierwszy w 1920. Utwór jest monologiem dramatycznym, wypowiadanym przez starego człowieka, który obserwuje toczącą się I wojnę światową. Został napisany wierszem białym. Ma siedemdziesiąt pięć wersów. Na język polski utwór przełożył Jerzy Niemojowski.